# けがれなき聖母の騎士聖フランシスコ修道女会
けがれなき聖母の騎士聖フランシスコ修道女会（けがれなきせいぼのきしせいふらんしすこしゅうどうじょかい）は、1949年、日本の長崎県で創立されたキリスト教 カトリック長崎大司教区立の女子修道会である（通称：聖母の騎士修道女会）。 

## 創設
創立者は、コンベンツァル聖フランシスコ修道会のミエチスラオ・マリア・ミロハナ神父(1908年11月21日-1989年2月15日)。ミロハナ神父は1930年4月、神学生の時にマキシミリアノ・コルベ神父とともに来日しその活動に従っていた。終戦によって長崎で多くの戦災孤児がいる状況をみて、1946年に養護施設「聖母の騎士園」を設立する。
1949年5月25日には、聖母騎士園に昭和天皇の行幸（昭和天皇の戦後巡幸の一環）もあった。
だが、ボランティアの協力だけではなく奉献された修道女の全面的な協力が必要であると痛感し、修道会の創立を決意する。1949年12月8日（無原罪の聖母の祭日）、志願者7名の着衣により「けがれなき聖母の騎士聖フランシスコ修道女会」が誕生し、1950年には教皇庁より長崎教区管轄の通常誓願修道会として正式な認可を受ける。
2018年10月、聖座法修道会の手続きを完了（承認待ち）。2024年には、日本管区とポーランド管区が誕生した。

## 会の精神・活動
本会のモットーは「けがれなき聖母マリアを通してイエスのみ心へ」である。会員たちはフランシスカンの霊性をいかしながら、自己を無条件・無制限に奉献する。海外では創立者の故郷であるポーランドおよび韓国に修道院が設立されている。日本では、長崎県、佐賀県、大分県の支部で、知的障害者施設、重症心身障害者施設、養護施設、老人ホーム、保育園、幼稚園などの福祉事業や教育事業活動、出版事業活動を行っている。 

## 日本管区本部　所在地
〒859-0167　長崎県諫早市小長井町遠竹2747-6　